# Lotfi Mostefa
Lotfi Mostefa is een Belgisch politicus voor de PS.

## Levensloop
Lotfi Mostefa werd bij de gemeenteraadsverkiezingen van 2012 vanop plaats 43 verkozen met 659 voorkeurstemmen als gemeenteraadslid van Anderlecht. In 2013 werd hij voorzitter van de Brusselse jongerenafdeling van de PS. Beroepshalve was hij parlementair assistent en kabinetschef van OCMW-voorzitter van Sint-Joost-ten-Node Luc Frémal. Bij de verkiezingen van 2018 werd hij vanop de 13e plaats met 1.449 voorkeurstemmen herkozen. Een jaar later werd hij vicevoorzitter van de raad van bestuur van het openbaar vervoersbedrijf MIVB en in 2020 voorzitter van het sociale woonbedrijf Anderlechtse Haard. Ook werd hij bestuurder van netbeheerder Sibelga en sociale huisvestingsmaatschappij Comensia.
In juni 2024 werd hij in opvolging van Mustapha Akouz voorzitter van het Anderlechtse OCMW. Bij de verkiezingen van 2018 had Mostefa nog een lastercampagne tegen Akouz opgezet. In november 2024 kwamen zowel Akouz als Mostefa in opspraak wanneer een Pano-reportage wantoestanden bij het OCMW van Anderlecht aan het licht bracht. Zo werden leeflonen toegekend aan personen die daar geen recht op hadden en werden daar amper controles op gedaan, onder meer door de torenhoge werkdruk op sociaal assistenten en lange wachtlijsten. Het gebrek aan controle leidde echter ook tot frauduleuze praktijken, waarbij mensen buiten de gemeente op grote schaal valse adressen opgaven of koppels valselijk beweerden dat ze alleen woonden, zodat ze onrechtmatig in aanmerking kwamen voor een (hoger) leefloon. Ook was er sprake van cliëntelisme, waarbij onder druk van leidinggevenden bij het OCMW kandidaten werden voorgetrokken bij het toekennen van een leefloon.
Bij de gemeenteraadsverkiezingen van 2024 behaalde Mostefa 3.590 voorkeurstemmen, meer dan burgemeester Fabrice Cumps en het tweede hoogste aantal van de gemeente, na Gaëtan Van Goidsenhoven. Hij werd vervolgens schepen van Huisvesting.
Bij de Brusselse gewestverkiezingen van 2014 en 2019 was hij kandidaat, maar geraakte hij niet verkozen.